# Normanska invazija na Wales
Normanska invazija na Wales uslijedila je malo poslije normanskog osvajanja Engleske pod Vilimom Osvajačem, koji je smatrao da je Engleska njegova po pravu rođenja. Vilim nije namjeravao pored Engleske osvojiti Wales. Velški napadi pod vodstvom kralja Gruffudda ap Llywelyna, ujedinitelja Walesa, protiv Normana u Engleskoj, koji su započeli godinu prije normanske invazije 1066., izazvali su Vilima. U početku (1067. – 1081.) invazija na Wales nije poduzeta sa žestinom i radi invazije na Englesku. Ipai, snažnija normanska invazija počela je 1081. i do 1094. većina Walesa bila je pod nadzorom Vilimova najstarijeg sina, kralja Vilima II. Velšani su mnogo mrzili "milosrdno okrutne" Normane i do 1101. vratili su nadzor nad većim dijelom svoje zemlje, a pod dugim kraljevanjem kralja Gruffudda ap Cynana, kojeg su Normani zatočili dvanaest godina prije nego što je pobjegao. Gruffuddu je neizravno pomogao norveški kralj Magnus III. Bosonogi koji je kratko napao Normane kod obala otoka Môna (eng. otok Anglesey) u sjeverozapadnom Walesu, blizu otoka Seiriola (eng. Puffin) ubivši pritom Huga Montgomeryjskog i ostavili decimirane i demoralizirane Normane. Magnus je potom pošao zauzeti Orkneye, Hebride, otok Man, otoke sjeverno od Walesa i zapadno i sjeverno od Škotske i Engleske, 1098. godine.
Pod Vilimovim četvrtim sinom, kraljem Henrikom I., Normani, sada već dobro etablirani u Engleskoj, odgovorili su prodorom zapadno u Wales. Ovog je puta i Velšane i Normane više zanimalo sklopiti mir nego voditi krvave bitke te se razvila relativno stabilna situacija, premda su Normani gore pršli u jugoistočnom Walesu nego na zapadu zemlje. Pat-situacija je potrajala od 1135. do 1154. pod kraljem Stjepanom, kraljem Engleza, Henrikovim nećakom i Vilimovim unukom po majčinskoj strani. Vilim se zapetljao u borbe za položaj i građanski rat ("Anarhija") s kraljicom Matildom, Henrikovom kćeri i jedinim preživjelim zakonitim djetetom.